# Torre de la Parada

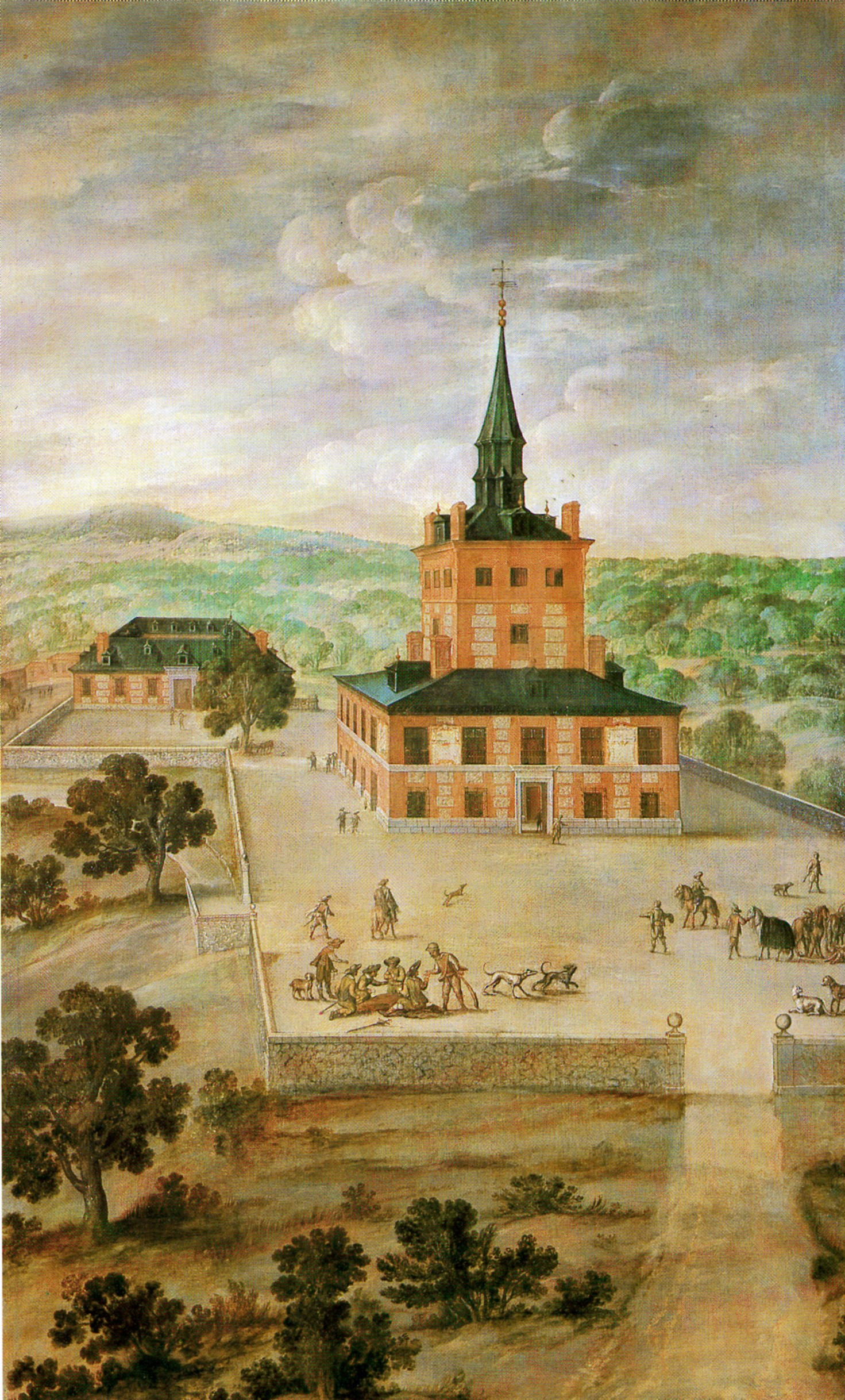
La Torre de la Parada en un lienzo de Félix Castelo (c. 1640).

La Torre de la Parada fue un pabellón de caza que se ubicaba a las afueras de Madrid, en el Monte de El Pardo (Parque regional de la cuenca alta del Manzanares), no lejos del Palacio de El Pardo. Hacia 1635-1640 fue uno de los principales proyectos arquitectónicos y decorativos del rey Felipe IV, gran aficionado a la caza, que deseaba un caserón de descanso en la zona para las largas jornadas cinegéticas.

## Historia
El palacete (un edificio de dos pisos de planta rectangular, rematado por torres de finos chapiteles en sus extremos, muy del gusto de los Austrias), fue el resultado de la ampliación y transformación, llevada a cabo en 1636 por el arquitecto Juan Gómez de Mora, por iniciativa del propio Felipe IV, de una pequeña fortaleza con cuatro torres de esquina edificada por encargo del entonces príncipe, futuro Felipe II, al arquitecto Luis de Vega durante los años 1547-49.
Su finalidad última fue la de servir de descanso al monarca durante las largas jornadas cinegéticas a las que fue tan aficionado. El edificio, en forma de torre con pequeños añadidos, se cubría con tejados de pizarra y un elaborado chapitel y se rodeaba de un muro perimetral como una fortaleza.
La torre fue atacada en 1710 por las tropas austríacas durante la Guerra de Sucesión Española. En 1806 un rayo cayó sobre su tejado y provocó que se arruinase el edificio. Actualmente sólo permanecen las ruinas.

## Descripción

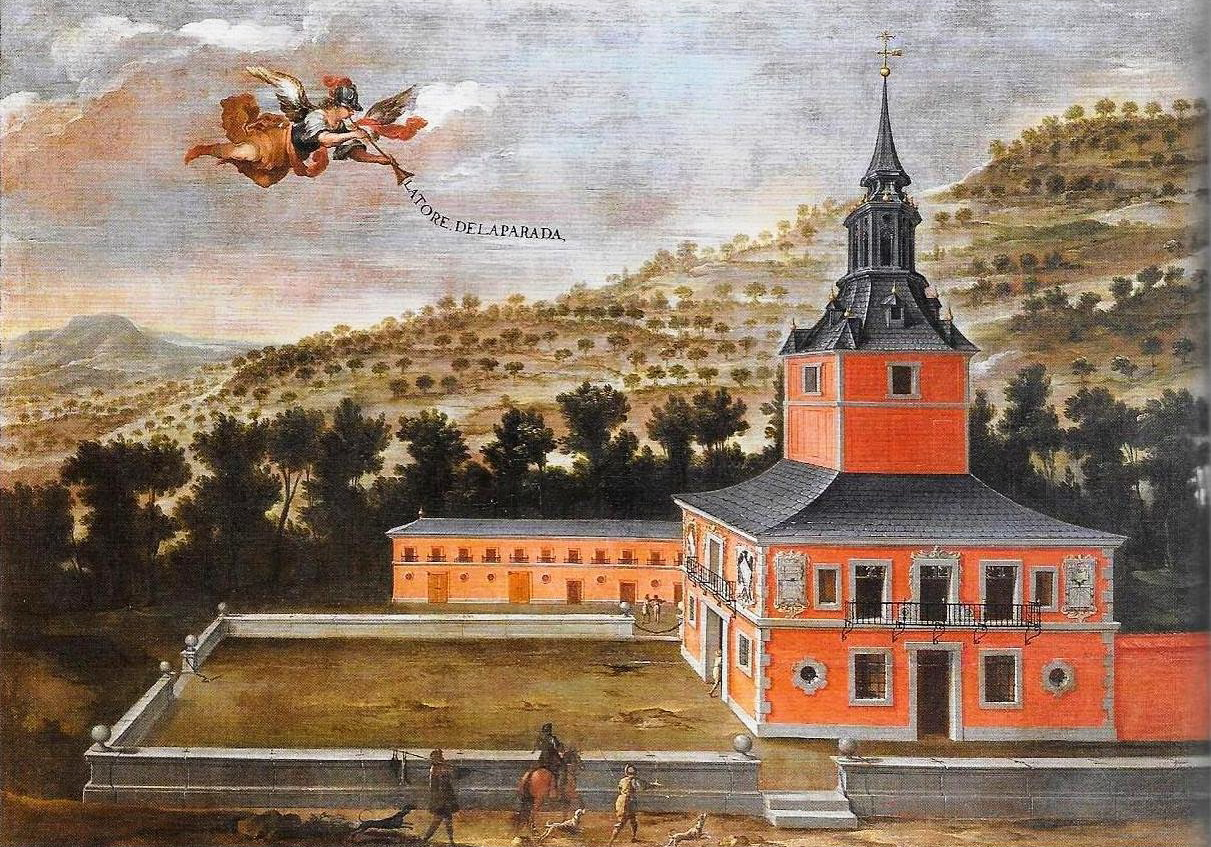
Torre de la Parada, c. 1670.

Tras la reforma operada por Gómez de Mora, siguiendo órdenes de Felipe IV, el edificio principal contaba con dos amplios pisos (correspondientes al núcleo central y la ampliación en forma de guardainfante) y dos pisos más pequeños (correspondientes a la torre propiamente dicha). El piso bajo contaba con zaguán, oratorio, cuatro piezas, caballerizas, cocinas y zona de servicio. Además en el núcleo central del mismo (correspondiente a la torre) se disponía la escalera y dos estancias sin ventanas. En el núcleo central del piso primero se disponía un distribuidor, una pieza de cubierto (donde el rey comía) y otra pieza, todas ellas sin luces al exterior. Alrededor se disponían ocho piezas (que comprendían la galería del rey al oeste y la alcoba en el lado este), además de un excusado y otro oratorio. 
Conocemos su contenido a través del Inventario realizado con motivo de la testamentaría de Carlos II a comienzos del siglo XVIII. El principal atractivo del edificio radicó en la extensa serie de pinturas mitológicas, siguiendo el relato de Ovidio, encargada a Rubens en 1636. El ciclo constaba de sesenta y tres lienzos de gran formato y fue realizado por diversos pintores en Amberes conforme a pequeños bocetos al óleo aportados por Rubens (actualmente dispersos en varios países). El maestro se reservó la ejecución de catorce pinturas, y las restantes se deben a algunos de los colaboradores habituales del maestro flamenco: Jacob Jordaens, Theodoor van Thulden, Erasmus Quellinus II, Jan Cossiers, Peeter Symons y otros. Si bien todas ellas siguen la estética del maestro, son desiguales en calidad, y por evitar equívocos Rubens permitió que fuesen firmadas por sus autores finales. 
Una serie de paisajes dedicada a vistas de los Sitios Reales se encargó a los españoles Félix Castelo y Jusepe Leonardo. Por su parte, Velázquez aportó los tres retratos con atuendo de cazador, de Felipe IV, su hermano el el infante don Fernando y el príncipe heredero, Baltasar Carlos, los cuadros de los filósofos Esopo y Menipo y el del dios Marte, con algunos de sus retratos de bufones.
Esta decoración pictórica representaba las imágenes de poder apropiadas para la época y para la corte de España. Recuperando el precedente establecido por Felipe II, Felipe IV se centró fundamentalmente en la Torre de la Parada (cuando se hizo su inventario en el año 1700, se contó hasta 176 obras pictóricas) y en el Palacio del Buen Retiro de Madrid. La mayor parte de las pinturas que subsisten se guardan en el Museo del Prado, si bien no se exhiben todas por problemas de espacio. En 2018 se agruparon las más importantes en una sala del ático norte del museo, reabierto tras varios años de reforma.
En 2024 se inauguró una exposición virtual en el Museo de Belas Artes de Coruña que ha permitido su reconstrucción arquitectónica y musealización virtuales.